# Ustavni sud Federacije Bosne i Hercegovine
Ustavni sud Federacije Bosne i Hercegovine uspostavljen je Ustavom Federacije BiH, a koji jamči njegovo poštovanje i primjenu. Djelovanje temelji na odredbama Ustava Federacije BiH i Zakona o postupku pred Ustavnim sudom Federacije BiH. Sjedište mu je u Sarajevu.

## Povijest
Osnovan je 30. ožujka 1994. na sjednici Ustavotvorne skupštine Federacije BiH. Člankom IV.C.1.1. (2) Ustava Federacije BiH uspostavljeni su sudovi Federacije BiH, i to: a) Ustavni sud, b) Vrhovni sud i c) Sud za ljudska prava. Odredbama Ustava propisani su sastav, nadležnost, krug osoba ovlaštenih za podnošenje zahtjeva, kao i djelovanje odluka Ustavnog suda te osnovna prava i obveze stranaka u postupcima pred tom institucijom.
Člankom IX. c) Ustava propisano je da će prvih pet godina nakon njegova stupanja na snagu trojicu sudaca Ustavnog suda, koji će biti stranci i koji nisu državljani nijedne susjedne države, imenovati predsjednik Međunarodnog suda pravde nakon konzultacija s predsjednikom i dopredsjednikom Federacije BiH. Milan Bajić, Mirko Bošković, Muamer Herceglija, Omer Ibrahimagić, Katarina Mandić i Draško Vuleta imenovani su kao prvi domaći suci 30. rujna 1994., a njihovo je imenovanje potvrdila Ustavotvorna skupština na sjednici 9. studenog 1994. Domaći su suci prisegnuli istog dana. Trojica stranih sudaca, Bola Ajibola, Abdalah Fikri al-Hani i François Rigaux, imenovani su 22. veljače 1995., kada je Ustavni sud konačno kompletiran. Prva konstituirajuća sjednica Ustavnog suda održana je 10. siječnja 1996., a njegov je prvi predsjednik bio Omer Ibrahimagić.
Kako je prvotno bilo propisano, jednak broj sudaca dolazio je iz reda bošnjačkog i hrvatskog naroda, s proporcionalnom zastupljenošću sudaca iz reda ostalih naroda.
Nakon ustavnih amandmana iz 2002. uspostavljeno je Vijeće za zaštitu vitalnih nacionalnih interesa, kao konačni autoritet u odlučivanju o pitanjima vitalnih nacionalnih interesa konstitutivnih naroda. Amandmanima je također određeno da najmanje dva suca moraju biti iz svakog konstitutivnog naroda i jedan iz reda ostalih.

## Vanjske poveznice
- Službene stranice